# Вја Лунга (Падова)
Вја Лунга је насеље у Италији у округу Падова, региону Венето.
Према процени из 2011. у насељу је живело 50 становника. Насеље се налази на надморској висини од 8 м.